# 郭军 (1962年)
郭军（1962年1月—），男，汉族，内蒙古赤峰人，中华人民共和国政治人物，曾任国务院侨务办公室副主任、党组成员，全国政协副秘书长。